# Tamara Salazar
Pour les articles homonymes, voir Salazar.
Tamara Yajaira Salazar Arce, née le 9 août 1997, est une haltérophile équatorienne.

## Carrière
Médaillée de bronze des moins de 75 kg aux Championnats sud-américains d'haltérophilie 2017 et aux Jeux bolivariens de 2017, Tamara Salazar est médaillée d'argent des moins de 75 kg aux Championnats sud-américains d'haltérophilie 2018 et aux Jeux sud-américains de 2018. Elle remporte la médaille de bronze des moins de 81 kg aux Championnats du monde d'haltérophilie 2018. Elle obtient dans la catégorie des moins de 87 kg la médaille d'or aux Championnats panaméricains d'haltérophilie 2019, aux Championnats ibéro-américains d'haltérophilie 2021 et aux Championnats sud-américains d'haltérophilie 2021, la médaille d'argent aux Championnats ibéro-américains d'haltérophilie 2019, aux Championnats panaméricains d'haltérophilie 2020 et aux Jeux olympiques de 2020, la médaille de bronze aux Championnats panaméricains d'haltérophilie 2019, aux Jeux panaméricains de 2019 et aux Championnats du monde d'haltérophilie 2019.